# Mountainbike Racingteam
Das Mountainbike Racingteam ist ein deutsches Mountainbike-Radsportteam.

## Geschichte
Das Team wurde 2010 gegründet und präsentiert sich in allen Disziplinen des Cross-Country, dem olympischen Cross-Country, dem Mountainbike-Marathon und dem Cross-Country Eliminator. Die beiden Hauptsponsoren des Teams, der Sporternährungshersteller Ultra Sports und der Fahrradversand Rose sind seit der Gründung des Teams dabei.
Zu Beginn der Saison 2014 gewann das Team mit dem französischen Skiort Vaujany einen weiteren Hauptsponsor dazu. Darüber hinaus wurden neue Teamfahrer verpflichtet, die die Disziplin-Variabilität vergrößerten. Für die Saison 2015 hatte sich das Team mit der Schweizerin Nathalie Schneitter verstärkt.
Ab der Saison 2016 war die Biathlon-Weltmeisterin Miriam Gössner Mitglied des Teams, der damit im Sommer ein Start bei internationalen Mountainbike-Profirennen ermöglicht wurde.
Mit der Saison 2019 stellte sich das Team mit drei neuen Hauptsponsoren neu auf. Im September 2021 stellte das Team durch Simon Gegenheimer erstmals einen Weltmeister im Mountainbikesport und feierte damit seinen bisher größten Erfolg.

## Fahrer
| Name                  | Geburtstag        | Nationalität | Disziplin                                        |
| --------------------- | ----------------- | ------------ | ------------------------------------------------ |
| Steffen Thum          | 13. Juli 1984     | Deutschland  | Cross-Country, Marathon                          |
| Simon Gegenheimer     | 17. Dezember 1988 | Deutschland  | Cross-Country, Marathon, Eliminator, Short Track |
| Remi Laffont          | 24. August 1991   | Frankreich   | Marathon                                         |
| Rob Vanden Haesevelde | 3. November 1996  | Belgien      | Cross-Country, Marathon                          |
| Gali Weinberg         | 16. Oktober 1997  | Israel       | Cross-Country, Marathon                          |
| Marion Fromberger     | 8. Oktober 2000   | Deutschland  | Eliminator, Short Track                          |

## Betreuer
| Name         | Funktion | Nationalität |
| ------------ | -------- | ------------ |
| Kerstin Thum | Teamchef | Deutschland  |

## Erfolge Saison 2021
| Datum        | Name                               | Wettkampf                                                           |
| ------------ | ---------------------------------- | ------------------------------------------------------------------- |
| 5. September | Simon Gegenheimer                  | UCI-Mountainbike-Eliminator-Weltmeisterschaften in Graz, Österreich |
| 8. August    | Simon Gegenheimer                  | UCI-Mountainbike-Eliminator-Weltcup in Leuven, Belgien              |
| 10. Juli     | Steffen Thum Rob Vanden Haesevelde | 7. Etappe Bike Transalp                                             |
| 7. Juli      | Steffen Thum Rob Vanden Haesevelde | 4. Etappe Bike Transalp                                             |

## Erfolge Saison 2020
| Datum       | Name              | Wettkampf                                                                   |
| ----------- | ----------------- | --------------------------------------------------------------------------- |
| 25. Oktober | Simon Gegenheimer | UCI-Mountainbike-Eliminator-Weltmeisterschaften in Leuven, Belgien          |
| 16. Oktober | Marion Fromberger | UEC-Mountainbike-Europameisterschaften, Eliminator in Monte Tamaro, Schweiz |

## Erfolge Saison 2019
| Datum      | Name              | Wettkampf                                                        |
| ---------- | ----------------- | ---------------------------------------------------------------- |
| 18. August | Simon Gegenheimer | UCI-Mountainbike-Eliminator-Weltcup in Valkenswaard, Niederlande |
| 24. März   | Marion Fromberger | UCI-Mountainbike-Eliminator-Weltcup in Barcelona, Spanien        |